# Ovophis tonkinensis
Espèce
Synonymes
- Trimeresurus tonkinensis Bourret, 1934
- Ovophis monticola tonkinensis (Bourret, 1934)

Statut de conservation UICN

 LC  : Préoccupation mineure
Ovophis tonkinensis est une espèce de serpents de la famille des Viperidae.

## Répartition
Cette espèce se rencontre au Viêt Nam et dans le Hainan en République populaire de Chine.

## Description
C'est un serpent venimeux.

## Étymologie
Son nom d'espèce, composé de tonkin et du suffixe latin -ensis, « qui vit dans, qui habite », lui a été donné en référence au lieu de sa découverte, le Tonkin qui correspond aujourd'hui à la partie septentrionale du Viêt Nam actuel.

## Publication originale
- Bourret, 1934 : Notes herpétologiques sur l'Indochine française. I. Ophidiens de Chapa. Bulletin Général de l'Instruction Publique, Hanoi, vol. 1934, p. 129-138.